# Pârâu (okręg Gorj)
Pârâu – wieś w Rumunii, w okręgu Gorj, w gminie Brănești. W 2011 roku liczyła 409 mieszkańców.